# Tetractinella trigonella
La Tetractinella trigonella Schlotheim 1820 è una specie di Brachiopodi estinti appartenenti all'ordine Athyridida, caratteristica del Triassico medio in Italia (di età compresa tra i 240 e i 230 milioni di anni).

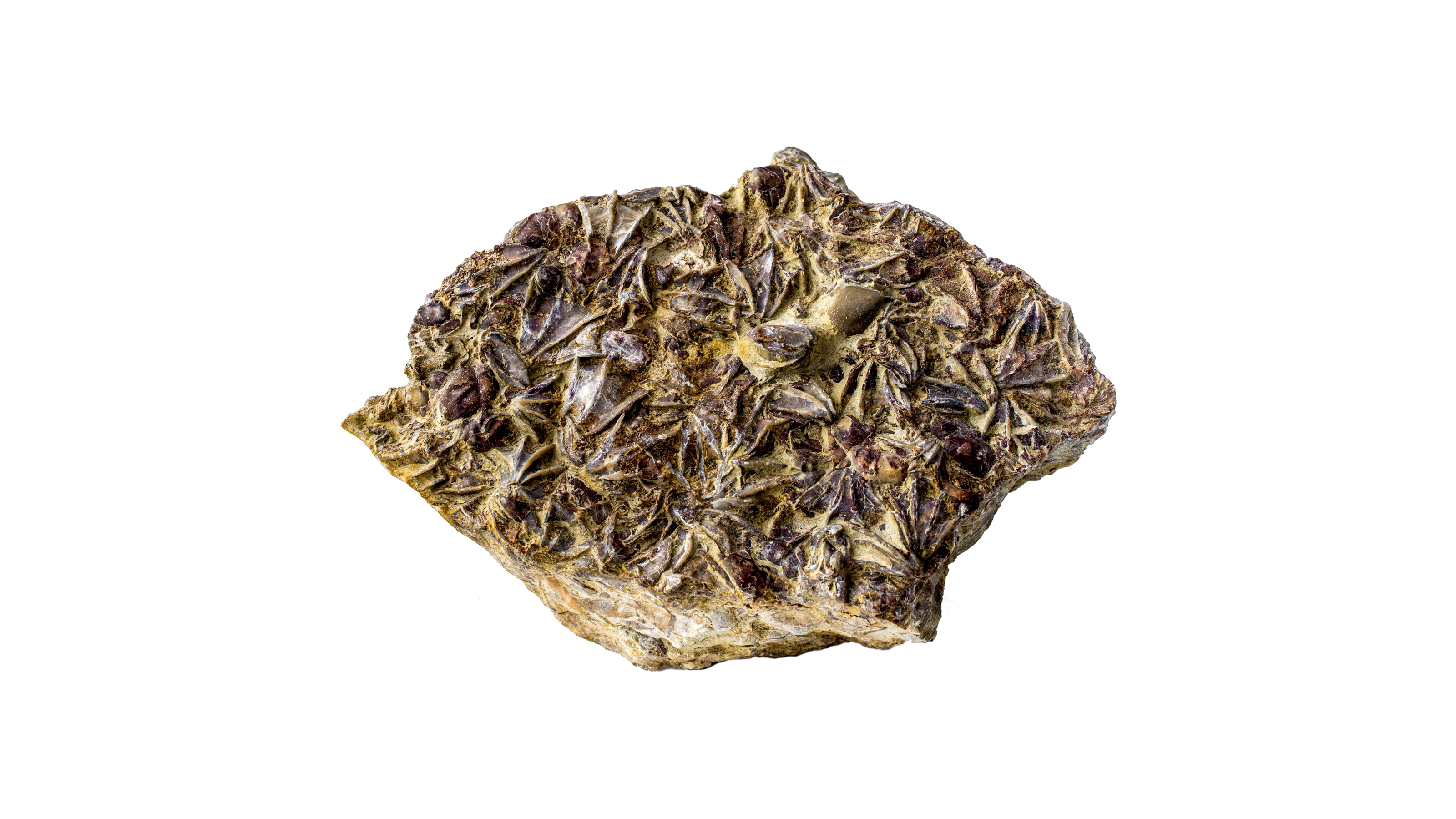
Fossile di Tetractinella trigonella al MUSE di Trento

La conchiglia, di piccole dimensioni, ha un aspetto molto caratteristico: è biconvessa, a sezione appiattita e a contorno subtriangolare; entrambe le valve sono plicate, con quattro coste molto pronunciate che si irradiano dall'apice ai margini, ricordando l'aspetto del piede di un palmipede. Le dimensioni della conchiglia sono di circa 15 mm di lungo.
La T. trigonella rappresenta un chiaro esempio del fenomeno conosciuto come "omeomorfia", che si ha quando un organismo simula la forma e le funzioni di un altro ad esso non correlato. 
Tale specie, infatti, è morfologicamente molto simile a Cheirothyris fleuriausa, un Brachiopoda fossile appartenente ad un altro ordine sistematico (quello dei Terebratulida), ad un'altra provincia geografica (si trova nei sedimenti marini della Germania) e ad un altro intervallo cronologico, essendo tipico del Giurassico superiore (tra i 163 e i 144 milioni di anni fa).